# Kim Delaney
Kim Delaney (ur. 29 listopada 1958 w Filadelfii) – amerykańska aktorka. Laureatka nagrody Emmy 1997 dla najlepszej aktorki drugoplanowej za rolę detektyw Diane Russell w serialu ABC Nowojorscy gliniarze (1995–2003).

## Życiorys

### Wczesne lata
Urodziła się w Filadelfii w stanie Pensylwania jako córka Joan i Johna Delaneya, działacza związkowego. Jej rodzina miała korzenie irlandzkie i niemieckie. Wychowywała się z czterema braćmi: Edem, Johnem, Keithem i Patrickiem. Uczęszczała do J.W. Hallahan Catholic Girls High School. 

### Kariera
Po ukończeniu szkoły wyjechała do Nowego Jorku, gdzie pracowała jako modelka dla słynnej Elite Modeling Agency. Była na okładkach magazynów takich jak „Seventeen” czy „Glamour”. Uczyła się aktorstwa w William Esper Studio na Manhattanie.
Karierę ekranową zaczynała od roli niewinnej nastolatki Jenny Gardner Nelson w operze mydlanej ABC Wszystkie moje dzieci (1981–1984), za którą otrzymała Nagrodę Soapy. Następnie wystąpiła w melodramacie CBS Pierwszy romans (First Affair, 1983) z Melissą Sue Anderson. W dramacie kryminalnym Christophera Caina Co było, minęło (That Was Then... This Is Now, 1985) zagrała postać Cathy Carlson, dziewczyny głównego bohatera (Craig Sheffer). W serialu NBC Prawnicy z Miasta Aniołów (L.A. Law, 1987) pojawiła się w czterech odcinkach jako zastępca prawnika Leslie Kleinberg. Od 2 maja 1995 do 18 listopada 2003 grała rolę uzależnionej od alkoholu detektyw Diane Russell w serialu ABC Nowojorscy gliniarze, za którą była dwukrotnie nominowana do Złotego Globu dla najlepszej aktorki w serialu dramatycznym (1998–99), ośmiokrotnie do Nagrody Gildii Aktorów Ekranowych (1996–2000) i dwukrotnie do Satelity (1997–98) oraz zddobyła nagrodę Emmy (1997). W serialu Lifetime Television Poślubione armii (2007–2012) wystąpiła jako Claudia Joy Holden.

## Życie prywatne
W latach 1984–1988 jej mężem był aktor Charles Grant, znany z Modzie na sukces. W 1991 wyszła za mąż za Josepha Cortese’a, z którym ma syna Jacka Philipa (ur. 1990). Jednak i to małżeństwo zakończyło się rozwodem w 1994, po pięciu latach.
W 2002 została aresztowana za jazdę pod wpływem alkoholu w Malibu w Kalifornii, kiedy świadek zadzwonił na policję, aby zgłosić niekonsekwentnego kierowcę. Została zwolniona następnego ranka; otrzymała dwuletni okres zawieszenia i grzywnę w wysokości 300 dolarów, ponadto nakazano jej uczęszczanie na zajęcia z bezpiecznej jazdy.

## Filmografia
Filmy fabularne
- 2011: Szukając rodziny (Finding a Family) jako Ileana Chivescu
- 2006: 10.5: Apokalipsa (10.5: Apocalypse) jako dr Samantha Hill
- 2004: 10.5 w skali Richtera (10.5) jako dr Samantha Hill
- 2004: Sudbury jako Sally Owens
- 2004: Niewierność (Infidelity) jako Danielle Montet
- 2001: Perfidna intryga (Love and Treason) jako porucznik Kate Timmons
- 2000: Misja na Marsa (Mission to Mars) jako Maggie McConnell
- 1997: Dziecko diabła (The Devil's Child) jako Nikki DeMarco
- 1997: All Lies End in Murder jako Meredith „Mere” Scialo
- 1996: Closer and Closer jako Kate Saunders
- 1995: Bestia przyszłości (Project: Metalbeast) jako Anne De Carlo
- 1995: Seryjny zabójca (Serial Killer) jako Selby Younger
- 1995: Tajemniczy kochanek (Tall, Dark and Deadly) jako Maggie
- 1994: Kusicielka (Temptress) jako Karin Swann
- 1994: Siła odwetu (The Force) jako Sarah Flynn
- 1994: Człowiek ciemności II: Durant powraca (Darkman II: The Return of Durant) jako Jill Randall
- 1993: Czworokąt namiętności (The Disappearance of Christina) jako Lilly Kroft
- 1992: The Broken Cord jako Suzanne
- 1992: Lady Boss jako Lucky Santangelo
- 1991: Niewypał (Hangfire) jako Maria
- 1991: Części ciała (Body Parts) jako Karen Chrushank
- 1988: Wędrowiec (The Drifter) jako Julia Robbins
- 1988: Weź moje córki (Take My Daughters, Please) jako Evan
- 1988: Something Is Out There jako Mandy Estabrook
- 1987: Myśliwska krew (Hunter's Blood) jako Melanie
- 1987: Christmas Comes to Willow Creek jako Jessie
- 1987: Student roku (Campus Man) jako Dayna Thomas
- 1987: Cracked Up jako Jackie
- 1987: Perry Mason: Złowrogi duch (Perry Mason: The Case of the Sinister Spirit) jako Susan Warrenfield
- 1986: Oddział Delta (The Delta Force) jako siostra Mary
- 1985: Co było, minęło (That Was Then... This Is Now) jako Cathy Carlson
- 1983: Pierwszy romans (First Affair) jako Cathy

Seriale telewizyjne
- 2007: Poślubione armii (Army Wives) jako Claudia Joy Holden
- 2006: Marzenia i koszmary (Nightmares and Dreamscapes: From the Stories of Stephen King) jako Mary Rivingham
- 2003-2007: Życie na fali (The O.C.) jako Rebecca Bloom
- 2002: CSI: Kryminalne zagadki Miami (CSI: Miami) jako Megan Donner
- 2001-2002: Wbrew regułom (Philly) jako Kathleen Maguire
- 1999-2008: Prawo i bezprawie (Law & Order: Special Victims Unit) jako kapitan Julia Millfield
- 1993-2005: Nowojorscy gliniarze (NYPD Blue) jako detektyw Diane Russell
- 1992: Zagadka Agenta Browna (The Fifth Corner) jako Erica Fontaine
- 1989-1996: Opowieści z krypty (Tales from the Crypt) jako Gloria Fleming
- 1987-1990: Rok w piekle (Tour of Duty) jako Alex Devlin
- 1987-1989: Hooperman
- 1986-1994: Prawnicy z Miasta Aniołów (L.A. Law) jako Leslie Kleinberg
- 1985-1989: The Equalizer jako Sally Ann Carter
- 1983-1988: Hotel jako Marie Lockhart
- 1970: Wszystkie moje dzieci (All My Children) jako Jenny Gardner Nelson